# District de Myawaddy
Le district de Myawaddy (karène sgaw : ရါမတံၤကီၢ်ရ့ၣ် ; pwo de l'Est : မေဝ်ပ္တီခြိုင့် ; birman : မြဝတီခရိုင် est un district birman, situé dans l'État de Kayin, autrefois appelé État Karen. Sa principale ville est Myawaddy, sur la frontière entre la Birmanie et la Thaïlande.